# Kingswood, South Gloucestershire
Kingswood är en ort och civil parish i distriktet South Gloucestershire, i Storbritannien. Den ligger i grevskapet Gloucestershire och riksdelen England, i den södra delen av landet, 160 km väster om huvudstaden London. Kingswood ligger 104 meter över havet och antalet invånare är 64 793. Civil parishen inrättades den 1 april 2023.
Terrängen runt Kingswood är platt åt nordväst, men åt sydost är den kuperad. Runt Kingswood är det tätbefolkat, med 476 invånare per kvadratkilometer. Närmaste större samhälle är Bristol, 6,1 km väster om Kingswood. Runt Kingswood är det i huvudsak tätbebyggt.